# Коломієць Ольга Кирилівна
Ольга Кирилівна Коломієць (нар. 14 жовтня 1894, Липівка — 24 квітня 1977, Біла Церква) — український радянський вчений-селекціонер, лауреат Ленінської премії (1960).

## З життєпису
Народилася в с. Липівка Макарівської волості Київського повіту і губернії. Закінчила церковно-приходську школу в своєму ж селі.
У 1922 році закінчує Київський інститут народного господарства, факультет механізації. По закінченні інституту їде працювати молодшим спеціалістом на Ялтушківську селекційну станцію Вінницької області. Там вона займається вдосконаленням селекції сортів цукрового буряку. Наступного року з метою підвищення кваліфікації вступає на курси вищої школи, де навчали спеціалістів зі селекції при Головному управлінні цукрової промисловості в Києві та успішно закінчує їх у 1924 році.
Починаючи з травня 1924 р. і до кінця січня 1929 р. вона працює фахівцем із селекції цукрових буряків на Верхняцькій селекційній станції у Черкаській області. На перших етапах своєї професійної діяльності Ольга Кирилівна вивчала особливості взаємозв'язку морфологічних ознак насінників цукрового буряку. Їй було довірено доглядати за клумбами, на яких вирощували на насіння цукровий буряк місцевої селекції.
1929 року за рішенням керівництва Ольгу Кирилівну переводять працювати на Білоцерківську селекційну станцію. Напрямком її вивчення так і залишається виведення однонасінного сорту буряка. Як молодий і перспективний науковець Ольга Кирилівна отримує запрошення для подальшої роботи у Всесоюзному науково-дослідному інституті. І тут вона працює над впровадженням своєї ідеї. За два роки вона приходить до висновку, що працювати потрібно не з коренеплодами, а саме з посівним матеріалом. У 1932 році їй вдалося знайти насінник, який містив повністю однонасінні плоди. Вона наполегливо працює й надалі застосовує метод як весняного, так і літнього висівання насінників буряка.
У 1937 році за безпідставними звинуваченнями заарештовують її чоловіка, а вона, як дружина ворога народу, вимушена «за власним бажанням» звільнитися з роботи в інституті цукрових буряків та перейти в Інститут ботаніки АН УРСР. У 1938 році Ольга Кирилівна, знову ж таки — під тиском «верхів», змушена залишити Київ, звільнити столичну квартиру та переїхати до Білоцерківського сільськогосподарського інституту. На свій ризик бере зі собою частину насіння, отриманого від вже забороненого методу. Під час роботи в Білоцерківському інституті Ольга Коломієць цілеспрямовано продовжує роботу над створенням довгоочікуваного й омріяного однонасінного сорту цукрового буряку. До початку війни селекціонерка створила дві гілки цукрового буряку.
Під час Другої світової війни важка участь спіткала селекціонерку, як і всю багатостраждальну країну. Селекційне поле стало полем танкових боїв між німецькими та радянськими військами. Недозріле насіння було знищене. Ольга Кирилівна змогла зібрати лише незначну частину селекційного матеріалу, і то вже під час поквапної евакуації станції. Зерно, розсипане по підлозі та перемішане з битим склом, згребла в заплічну торбинку вже перед самісіньким наступом ворожої авіації.
Нове випробування випало на долю Ольги Кирилівни. Німецьке гестапо оголосило полювання на зразки одноросткового насіння. В поліцаїв завдання — розшукати селекціонерку та вже відомі навіть за кордоном зразки одноросткового цукрового буряку. Доводилося переховувати торбинку з насінням у місцевого населення. Шукала і собі схованки, щоб не потрапити до рук гестапівців.
Два роки поневірянь та зради витримала розтерзана, але нескорена душа Ольги Кирилівни. Вона мужньо йшла до своєї мети.
У 1944 році Ольга Коломієць прийшла до Білоцерківської дослідно-селекційної станції. Тут уже вона працювала до виходу на пенсію. Знову клопітка і наполеглива праця над створенням одноросткового сорту цукрового буряку. Довелося починати все майже спочатку. Фактично те, що під час евакуації довелося збирати вперемішку з іншим некондиційним насінням, і лягло в основу майбутнього сорту.
У 1946 році відбулася розширена нарада, за підсумками якої було вирішено відправити 20 кг насіння «Гілки-1» до Ялтушківського селекційного пункту. А на базі Білоцерківської ДСС створено групу селекціонерів, до складу якої ввійшла низка селекціонерів, серед яких була й Ольга Коломієць. На досягнутому О. К. Коломієць не зупинилася і продовжувала працювати в напрямку покращення створених сортів та підвищення їх продуктивності.
У 1950 році Ольга Кирилівна схрестила рослини видатних коренеплодів «Гілка-1» і « Гілка-2» і при застосуванні неконтрольованого запилення, в результаті, отримала насіння, назване «Гілка-3». Ця «Гілка» і стала родоначальницею майбутнього одноросткового сорту. Через два роки розмножене насіння передане як новий сорт цукрового буряку до Держсортмережі для оцінки та розмноження.
У 1956 році було районовано однонасінний сорт цукрового буряку, який отримав назву «Білоцерківський однонасінний». Це була перемога, омріяна та здобута завдяки наполегливості, самовідданості та цілеспрямованості науковця-селекціонера — Коломієць Ольги Кирилівни.
За титанічну роботу зі створення нової форми цукрового буряку Ольга Кирилівна очолила список Лауреатів Ленінської премії за 1960 рік.
24 квітня 1977 року перестало битися серце видатної вченої-селекціонерки Ольги Кирилівни, яка присвятила все своє життя досягненню поставленої мети, створенню однонасінних сортів цукрових буряків.
Поховали Ольгу Кирилівну в Білій Церкві, в «Олександрії», а згодом — перепоховали на селекційній станції «Вільшанка». Після введення в експлуатацію комплексу будівель науково-виробничого призначення прах Ольги Кирилівни ще раз було перенесено на відділок «Селекційний». На могилі встановлено пам'ятник — бронзове погруддя на гранітному постаменті. З метою увічнення пам'яті лауреата Ленінської премії Ольги Кирилівни Коломієць Рада Міністрів УРСР у 1979 році присвоїла її ім'я Білоцерківській дослідно-селекційній станції.